# 刘金声

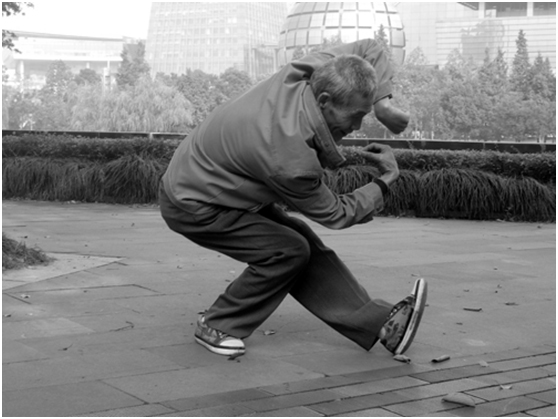
沈炳虎演示太宗螳螂拳

刘金声（1900-1948），山东省即墨县（今属青岛市城阳区）云头崮人，民国时期著名武术家和技击家，擅太宗螳螂拳、擒拿、点穴、停血、拳击、柔道和捕绳术等，并通刀枪棍剑等器械。刘金声生前主要作为国术教官任职于军警系统，并曾于抗战时期深入敌后、充分发挥精通武术和擅长日语的优势，在情报战线为抗日斗争的胜利做出了积极的贡献。
作为一名武术家，刘金声在多年的任教过程中注重理论与实际相结合，编写出版了一批有影响的书籍、教案，如当今广为人知的《擒拿法》就是其鼎盛时期的作品；同时，在民国时期传统武术和技击有了空前的内外部交流和验证的大背景下，刘金声作为一名技击家又兼收并蓄、师夷长技，精通拳击和柔道，并在此基础上中西合璧、不断摸索对于传统武术和技击的改良，使之更为科学化、实用化。
在当年乃至如今“空头拳术”大为流行的情况下，刘金声所传之技艺大都简洁、质朴，合于实用。如对于珍稀拳种太宗螳螂拳，就在借鉴同样以上肢运动为主的拳击的基础上，精益求精、以实战效果为准绳对手法等技术进行了改良，使太宗螳螂拳鲜明的技击特色一目了然。该拳种由其同乡好友韩庆堂（1901-1976）的弟子何长海（1912-1981）一脉传承至今。作为见多识广的大武术家和技击家，何长海曾一再称赞太宗螳螂拳的价值，并在创编一路活拳时充分借鉴了太宗螳螂拳的技击动作和特点。目前杭州的许大鉴（1934-2012）、沈炳虎（1948- ）以及年轻一代的孙羽（1981- ）都是太宗螳螂拳的嫡系传人。许大鉴是何长海之大弟子，曾于1957年6月参加在北京举行的全国射箭锦标赛、武术评奖观摩大会，在会上表演了太宗螳螂拳并荣获三等奖。

## 生平
刘金声家境平凡，幼读私塾并跟随外祖父（即墨丹山武术家）方成训（约1845-1925）学习各类拳术。由于天资聪颖、上手很快，又因近水楼台、得到方老先生秘授古人抄本，照图锻炼三年，使他很早就接触并练习了擒拿之技。1916年，刘金声入青岛永利汽车行当学徒，闲暇时学习日语、会计。因聪敏好学，没几年就当上了汽车行的账房先生,因此有机会被派往日本大阪、名古屋等地购买汽车并常住日本。在赴日期间，刘金声在工作之余潜心学习柔道，前后大约三年时间，并将日本的柔道引入中国，为日后借鉴其技术、训练体系和教学应用打下了基础。
刘金声为人慷慨仗义，有古豪侠之风。在1916年至1929年于青岛永利汽车行任职期间，刘金声不但东渡日本学习了柔道，在国内还走南闯北，遍访名师、广交天下武友。曾先后拜师二十余名，学习各类拳术，得以融会贯通；上世纪20年代，青岛地区习武者众多，刘金声等一大批青年人时常聚在一起切磋技艺，并在生活上互相照顾、感情甚好。刘金声先后与多位武林中人结为金兰之交，其中有即墨韩庆堂、青岛徐杰三和李村修士敬等，青岛武行一时传为佳话。尤其值得一提的是，刘金声和韩庆堂先生本是同乡好友、义结金兰，南下杭州后又介绍韩庆堂先生从南京中央国术馆前来杭州任教，又同在浙江警官学校共事，多年知交、感情尤为深厚。
在诸位老师中，刘金声与王子平交往甚笃。缘于1922年至1923年间，北方名师王子平先生来青岛避暑，曾落脚于刘公寓所。刘金声热忱接待，进而有幸拜王子平为师。之后刘金声多次赴日，学贯中外、武艺精进，一度令王子平刮目相看。
1929年初，刘金声之弟开车撞死了一名日本小队长，兄弟两人因此而锒铛入狱。在凭借自身武功越狱之后，刘金声来到南通如皋养伤，得当地女子张氏悉心照料，并于两个月后完婚。之后，刘金声前往上海投奔王子平，暂住于上海黄陂南路16号。
1929年7月，浙江省国术馆成立；同年11月，国术游艺大会在杭州举行。此后，不少好手留在浙江省国术馆和杭州十大国术教练站任教，其中官巷口枝头巷所即由刘金声主持。
1930年，刘金声与张氏之长女诞生。
1932年，刘金声母亲刘方氏60大寿，杭州各界人士和武林同道纷纷来到位于西湖边杨绫子巷的刘府致贺。其中，恩师王子平从上海送去贺联一幅。同年次女诞生。
1934年，刘金声应邀入浙江警官学校担任国术教官。在警校任职期间，陆续编写了《点穴法》、《八打八不打》、《武功要旨》等教案。同年11月次子诞生，名续业，笔名刘海生，现定居于青岛，年近八旬仍致力于书画教育事业。刘公在原籍本已婚配，生有子女各一，其子刘继业后随国民政府前往台湾。
1936年7月，刘金声与友赵江根据师传古本擒拿法秘抄，并融合自己多年的习武心得，整理总结出七十二把分筋错骨、截脉闭穴手法。其技术精巧实用，并配有拳照以传后世，这就是著名的《擒拿法》。该书由浙江警官学校主编，上海商务印书馆发行，初版发行量不多，再加上文革因素，存世极少，少量由武林同好及高等学府收藏，今网上常见的PDF版本即为复旦大学藏书影印。
1937年8月，淞沪会战开始、抗战全面爆发。不久日军一路西进到达杭州，刘金声不顾个人安危、潜伏敌后从事地下情报工作。1938年，与疏散之家眷会合后撤离，一路南下义乌、金华、永康、缙云、丽水等地，沿途受聘教授拳术。
1941年，刘金声再次投身抗战、为国效命，辗转到达福建建瓯东峰镇，在中美合作的国民党军事委员会东南特种训练班担任国术教官。并多次身犯险境、深入敌后，使用绝技点穴法、停血法活捉敌酋，为抗战搜集到大量及时有价值的情报。期间，刘金声还同时兼任黄埔军校教官，多次往返于闽蜀两地。
抗战胜利后，刘金声于1946年秋举家乘船经天津到达北平，住在东四牌楼六条胡同65号（徐世昌故居），于北平警察局任职。次年夏，因母亲年迈多病，携家眷回到青岛老家，并于青岛警察局任职。
1948年7月，刘金声因胃病逝于青岛，终年49岁。
相比于同时代的武术家和技击家，刘金声的过人之处在于：一、刘金声是一位有远见卓识的武术改革家，始终坚持以实战效果为准绳，敢于反思、剖析传统武术/技击的不足，并勇于借鉴拳击、柔道等技击术的优点用于传统武术/技击的改良；二、刘金声是一位抗战英雄。